# Greatest Hits (album av Eurythmics)
Greatest Hits är ett samlingsalbum av Eurythmics som släpptes i maj 1991 och innehåller deras mest populära singlar från åren 1982-1990. Det finns en europeisk version, som innehåller 18 låtar och en amerikansk som innehåller 14 låtar. Ordningen skiljer sig också till viss del mellan versionerna. Varken den europeiska eller amerikanska innehöll någon låt från deras debutalbum In the Garden.

## Låtlista

### Europeiska versionen
1. "Love is a Stranger"
2. "Sweet Dreams (Are Made of This)"
3. "Who's That Girl?"
4. "Right by Your Side"
5. "Here Comes the Rain Again"
6. "There Must Be an Angel (Playing With My Heart)"
7. "Sisters Are Doin' It For Themselves" (med Aretha Franklin)
8. "It's Alright (Baby's Coming Back)"
9. "When Tomorrow Comes"
10. "You Have Placed a Chill in My Heart"
11. "Miracle of Love"
12. "Sexcrime (1984)"
13. "Thorn in My Side"
14. "Don't Ask Me Why"
15. "Angel"
16. "Would I Lie to You?"
17. "Missionary Man"
18. "I Need a Man"

### Amerikanska versionen
1. "Sweet Dreams (Are Made of This)"
2. "When Tomorrow Comes"
3. "Here Comes the Rain Again"
4. "Who's That Girl?"
5. "Would I Lie to You?"
6. "Sisters Are Doin' It For Themselves" (med Aretha Franklin)
7. "There Must Be an Angel (Playing With My Heart)"
8. "Missionary Man"
9. "Don't Ask Me Why"
10. "I Need a Man"
11. "Love is a Stranger"
12. "Thorn in My Side"
13. "The King and Queen of America"
14. "Angel"

## Listplaceringar
| Lista (1991)          | Topplacering |
| --------------------- | ------------ |
| Brittiska albumlistan | 1            |
| USA, Billboard 200    | 72           |
| Australien            | 1            |
| Schweiz               | 2            |
| Sverige               | 8            |
| Österrike             | 1            |
| Norge                 | 5            |
| Nederländerna         | 1            |
| Nya Zeeland           | 15           |